# Stazione di Nocera Umbra
Stazione di Nocera Umbra vasútállomás Olaszországban, Umbria régióban, Nocera Umbra településen.

## Vasútvonalak
Az állomást az alábbi vasútvonalak érintik:
- Ancona–Orte -vasútvonal

## Kapcsolódó állomások
A vasútállomáshoz az alábbi állomások vannak a legközelebb: 
- Stazione di Valtopina